# Нідернгаузен
Нідернгаузен (нім. Niedernhausen) — громада в Німеччині, знаходиться в землі Гессен. Підпорядковується адміністративному округу Дармштадт. Входить до складу району Райнгау-Таунус.
Площа — 35,25 км2. Населення становить 14 805 ос. (станом на 31 грудня 2020).